# Festival dalmatinskih klapa – Omiš 2017.
Festival dalmatinskih klapa Omiš 2017. hrvatska glazbena manifestacija klapskog pjevanja u Omišu. Održavao se je od 30. lipnja do 22. srpnja 2017. godine. 

## Nagrade
- 1. nagrada stručnog ocjenjivačkog suda: Klapa »Vinčance«, Novi Vinodolski (muški) 
 Klapa »Orca«, Split (žene)
- 2. nagrada stručnog ocjenjivačkog suda: Klapa »Bunari«, Vodice (muški) 
 Klapa »Terenka«, Pula (žene)
- 3. nagrada stručnog ocjenjivačkog suda: Klapa »Praska«, Podstrana (muški) 
 Klapa »Ankora«, Podstrana (žene)

- 1. nagrada publike: Klapa »Stine«, Zagreb (muški)
- 2. nagrada publike: Klapa »Orca«, Split (žene)
- 3. nagrada publike: Klapa »Korda«, Lumbarda (muški) 
 Klapa »Oršulice«, Vodice (žene)

- nagrada najboljem debitantu:
- nagrada za najbolji tekst:
- nagrada za najbolju izvedbu:

## Vanjske poveznice
- Službene stranice